# Тарковська Надія Карлівна
Надія Карлівна Тарковська, у шлюбі Тобілевич-Тарковська (13 березня 1852, с. Тимофіївка Єлизаветградського повіту Херсонської губернії — 11 травня 1882, с. Кардашеве) — українська акторка та громадська діячка. Дружина Івана Карпенка-Карого (Тобілевича), сестра Олександра Карловича Тарковського, тітка Арсенія Олександровича Тарковського, внучата тітка Андрія Арсенійовича Тарковського.

## Біографія
Народилась в шляхетській родині. Батько її — Карл Матвійович Тарковський, відставний штабс-ротмістр Новоархангельського уланського полку (першопочатково як 2-й Український козачий полк). Мати — Марія Каєтанівна Кардасевич, дочка поміщика, колишнього штабс-ротмістра принца Альберта полку (першопочатково як Малоросійський гренадерський полк).
Народилась 13 березня 1852 року у с. Тимофіївка (нині — Миколаївка Кропивницького району Кіровоградської області), про що є запис у книзі Благовіщенської сільської церкви. Освіту отримала в Єлисаветграді. Брала участь у роботі благодійного товариства, під керівництвом пані Рогальської дівчата — дворянки шили білизну для сирітського притулку, лікарні тощо. Надія також займалася комплектуванням бібліотеки на громадських засадах.
Познайомилась з Іваном Тобілевичем у 1868 р., він запросив її грати в аматорському театральному гуртку. У 1869 році одружилася з ним, всупереч незгоді батьків.
1870 рік — померли від холери батьки Надії. Молодший брат Олександр перейшов жити у її сім'ю. До неї у спадок перейшли землі, на яких пізніше (у 1871 році) з'явиться перший будинок, його побудує Карпо Адамович Тобілевич, потім — хутір.
Народила сімох дітей: Віссаріона, який помер невдовзі після народження; у 1872 році — дочку Галю (пом. 1882), у 1874 році — сина Назара. потім — Миколу, Катерину. Продовжує виступати у благодійних виставах Єлисаветградського аматорського гуртка. У 1876 році народжує сина Юрія (пом. 1925), у 1879 році — дочку Ірину (Орисю).
У 1880 році разом з чоловіком та іншими єлисаветградськими прогресивними діячами піднімає громадськість, підписує листа російському вченому Олександру Пипіну, у якому порушується питання про право на існування української мови.
У 1881 році поїхала на лиман під Одесу лікувати дочку Галю, застудилася, застуда перейшла у туберкульоз легенів. 11 травня 1882 року померла, була похована у родинному селі Кардашеве.

## Вшанування пам'яті
20 жовтня 2007 року у заповіднику-музеї Івана Тобілевича (Карпенка-Карого) «Хутір Надія», на центральній алеї було відкрито стелу, присвячену Надії Карлівні Тарковській. Автор — скульптор Віктор Френчко.